# Априли, Лайош
Лайош Априли (настоящая фамилия — венг. Jékely (Екей или Йекей), венг. Áprily Lajos; 14 ноября 1887, Брашов, Австро-Венгрия — 7 августа 1967, Будапешт, Венгрия) — венгерский поэт, прозаик, переводчик.

## Биография
Отец поэта Золтана Йекея. Учился в протестантской семинарии. В 1909 году получил филологическое образование. В 1923 защитил научную степень по французской филологии в университете Бургундии.
Работал преподавателем венгерского и немецкого языков, позже — директором школы-интерната для девочек. Среди его учениц была А. Немеш Надь.

## Творчество
Автор лирических сборников «Деревенская элегия» (1921), «Дым Авеля» (1957), и др.
Стихи поэта, продолжающие традиции реалистической классики (сборники «Деревенская элегия», 1921; «Незримые письмена», 1939; «Дым Авеля», 1957, «Хочешь ли света?», 1969 и др.), проникнуты лиризмом, гуманностью, гармоничным ощущением природы.
Поэзию его отличали классическая форма стихосложения; они характеризуются импрессионистским описанием природы. Основные темы его поэзии природа, семья, горе из-за потери близких, идеи мира, гуманности и взаимоуважения между людьми и народами.
Л. Априли — переводчик с русского языка, перевёл на венгерский язык «Евгения Онегина» А. С. Пушкина (1954), произведения М. Ю. Лермонтова, Н. А. Некрасова, Н. В. Гоголя, И. С. Тургенева и др. Переводил также произведения европейских классиков («Пер Гюнт» Г. Ибсена).
В 1954 году стал лауреатом премии имени Аттилы Йожефа.

## Избранные произведения
- 1921: Falusi elégia, сборник стихов
- 1923: Esti párbeszéd, сборник стихов
- 1926: Rasmussen hajóján, сборник стихов
- 1926: Vers vagy te is, сборник стихов
- 1926: Idahegyi pásztorok, драма
- 1934: Rönk a Tiszán, сборник стихов
- 1934: Úti jegyzetek. Egy pedagógiai vándorlás megfigyelései
- 1939: A láthatatlan írás, сборник стихов
- 1964: Az aranyszarvas
- 1965: Fecskék, özek, farkasok
- 1965: Jelentés a völgyből, сборник стихов
- 1965: Ábel füstje, избранная поэзия.